# Amietia
Amietia är ett släkte av groddjur. Amietia ingår i familjen Pyxicephalidae.
Arterna förekommer i centrala och södra Afrika.
Arter enligt Catalogue of Life:
- Amietia amieti
- Amietia angolensis
- Amietia desaegeri
- Amietia dracomontana
- Amietia fuscigula
- Amietia inyangae
- Amietia johnstoni
- Amietia lubrica
- Amietia ruwenzorica
- Amietia tenuoplicata
- Amietia umbraculata
- Amietia vandijki
- Amietia vertebralis
- Amietia viridireticulata
- Amietia wittei

## Bildgalleri

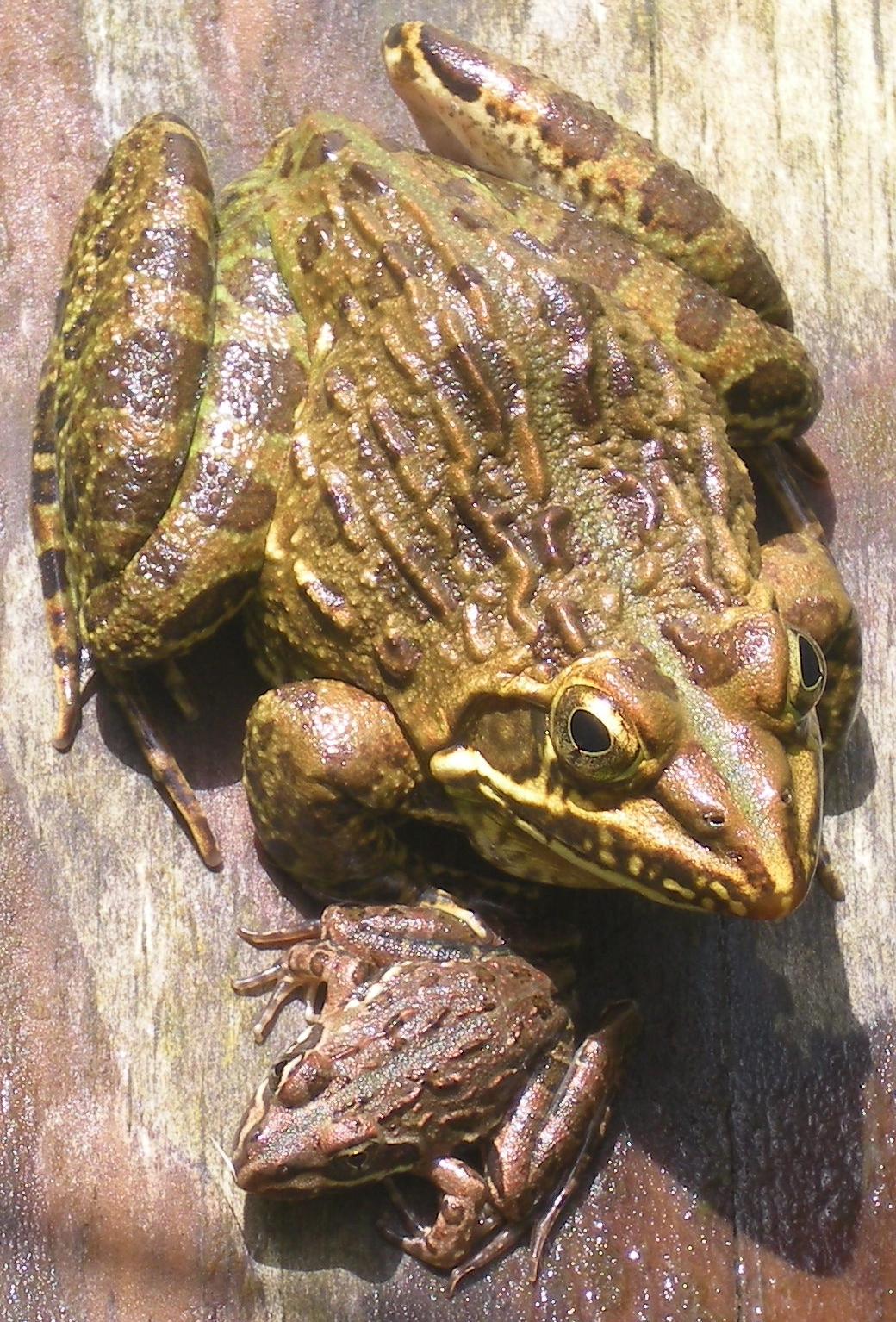
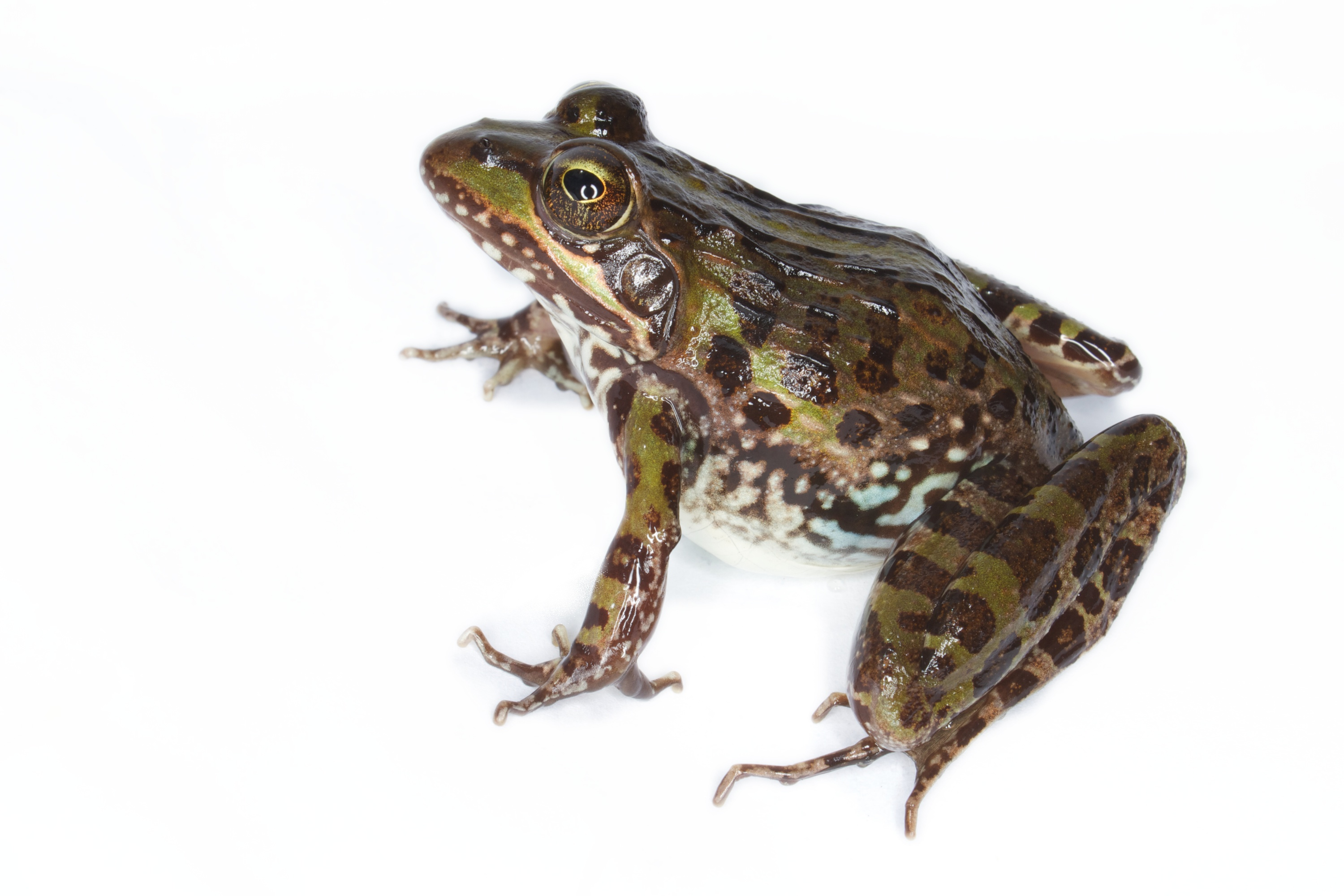
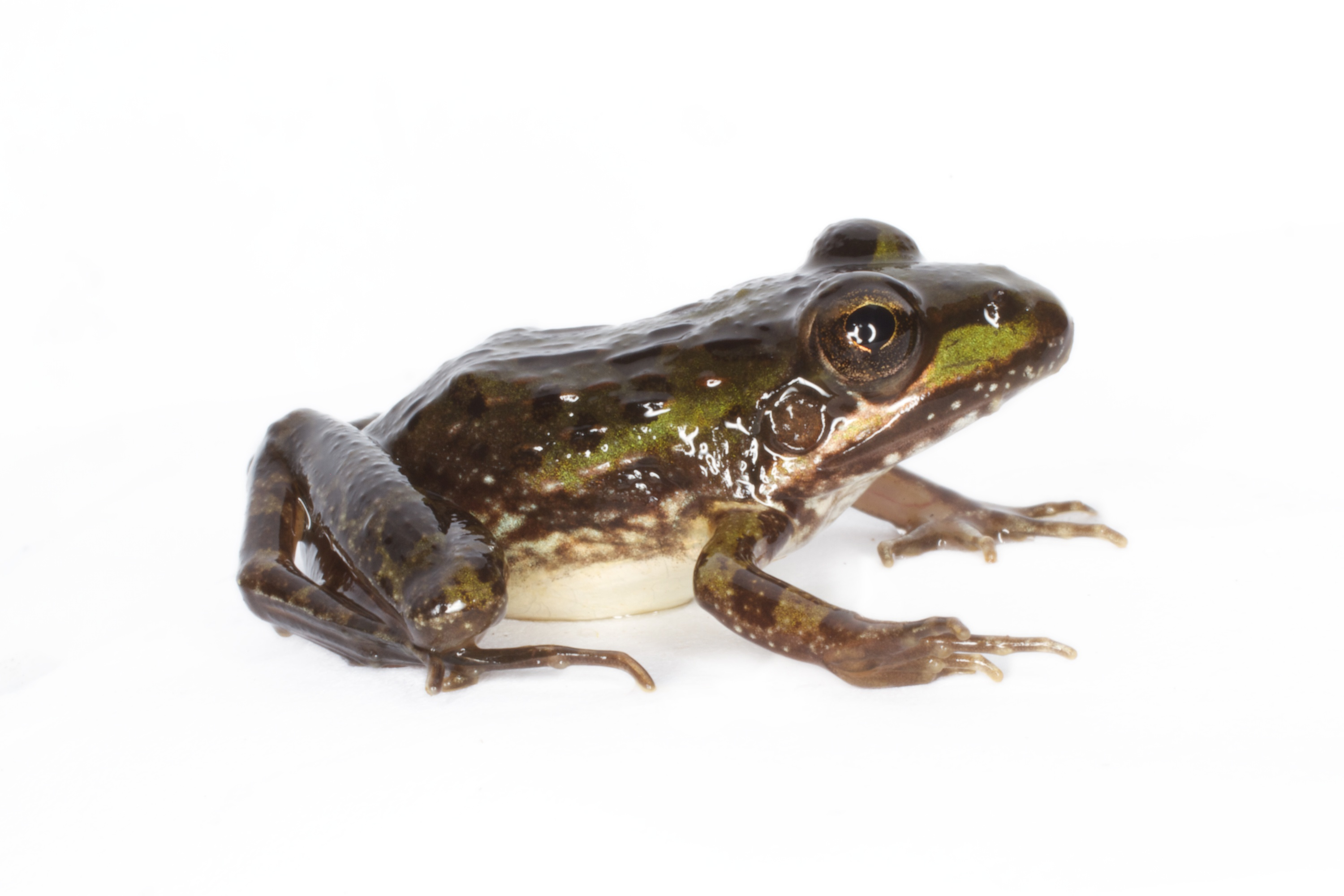
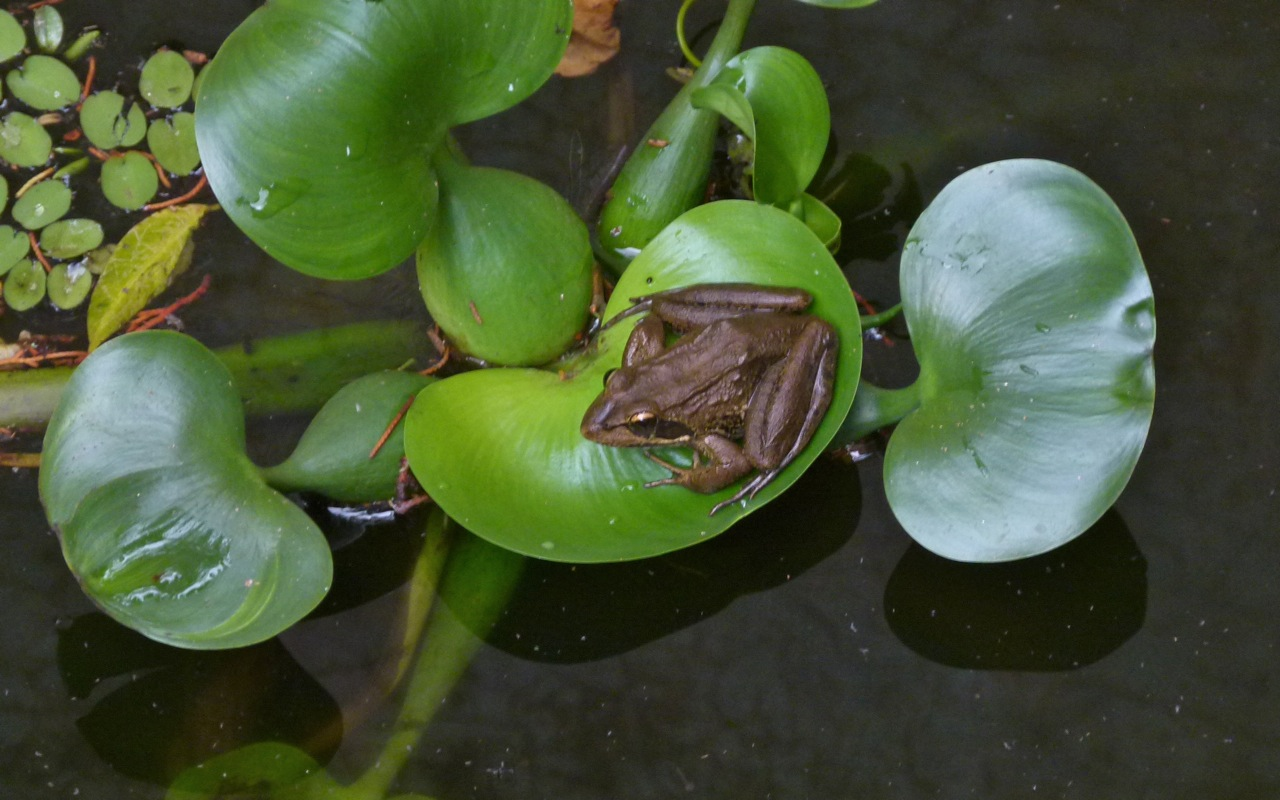
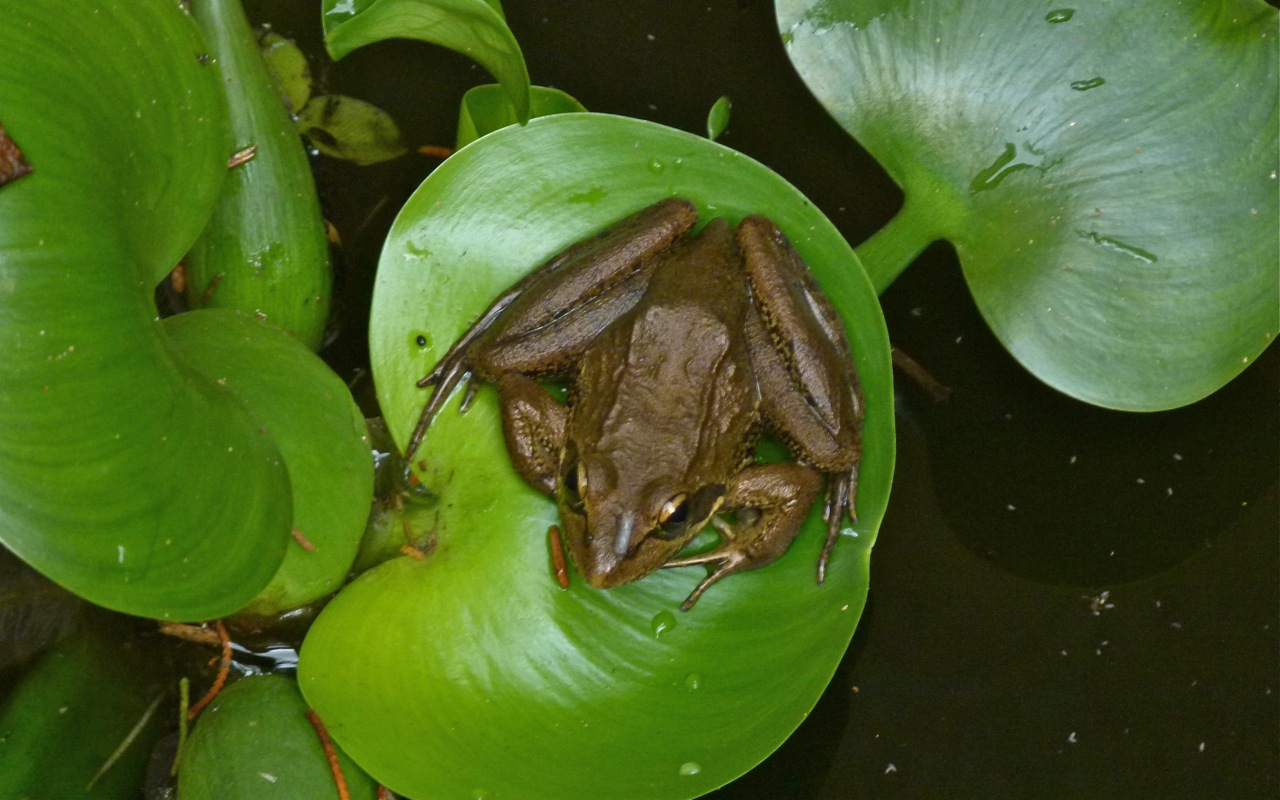
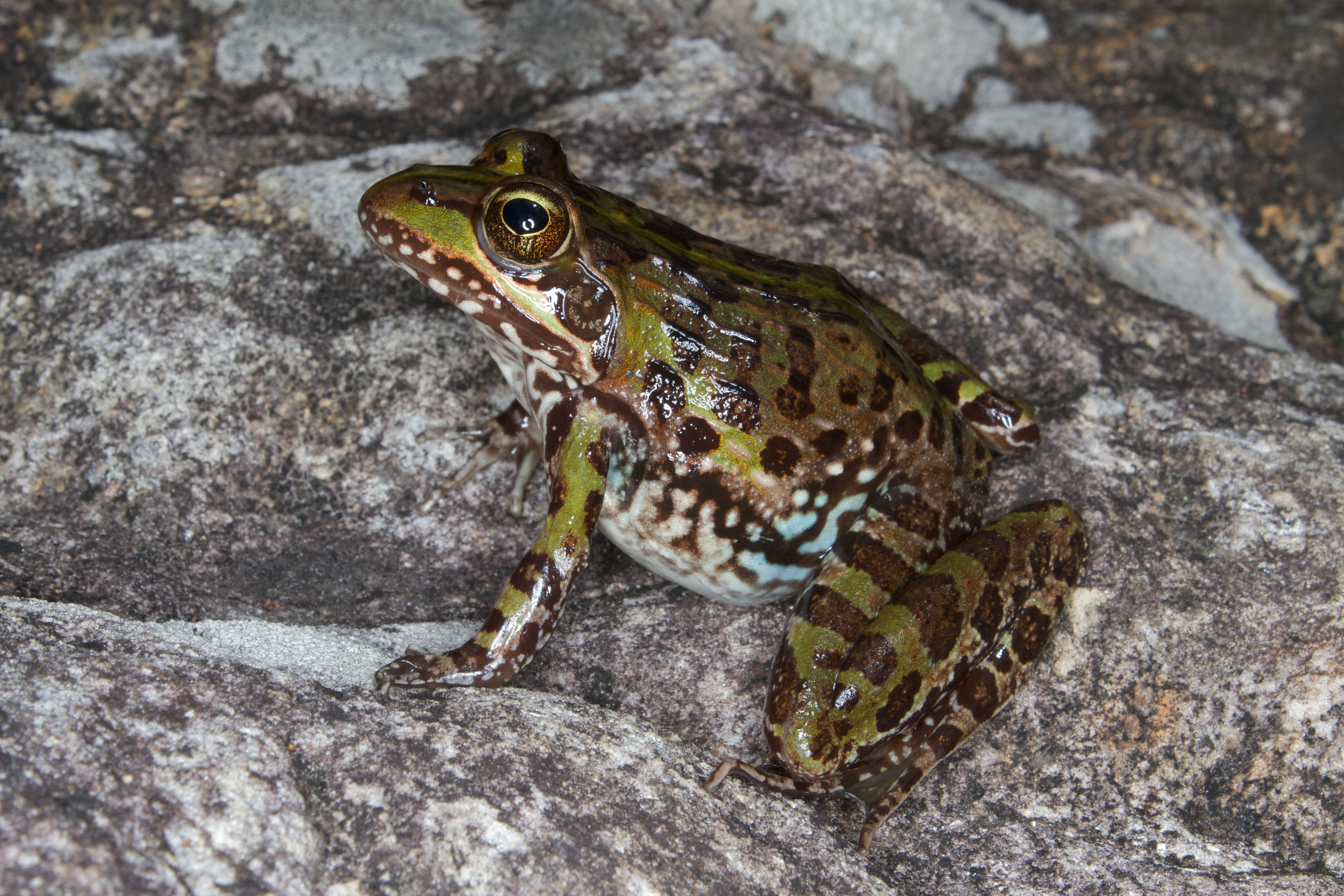